# 俞玑
俞玑，贵州贵阳人，原籍江苏吴县，明朝政治人物。
成化八年（1472年），登壬辰科进士，二甲九十九名，官至主事，为官廉洁，卒于任内。